# Kanton Rosans
Der Kanton Rosans war bis 2015 ein französischer Wahlkreis im Arrondissement Gap, im Département Hautes-Alpes und in der Region Provence-Alpes-Côte d’Azur. Er umfasste neun Gemeinden, sein Hauptort (französisch chef-lieu) war Rosans. Die landesweiten Änderungen in der Zusammensetzung der Kantone brachten im März 2015 seine Auflösung. Vertreter im conseil général des Départements war zuletzt Nicolas Rosin.

## Gemeinden
- Bruis
- Chanousse
- Montjay
- Moydans
- Ribeyret
- Rosans
- Saint-André-de-Rosans
- Sainte-Marie
- Sorbiers